# Museo Giacomo Manzù
Il Museo Giacomo Manzù è un museo statale italiano con sede ad Ardea, aperto nel 1981 e dedicato all'opera dello scultore Giacomo Manzù.

## Storia

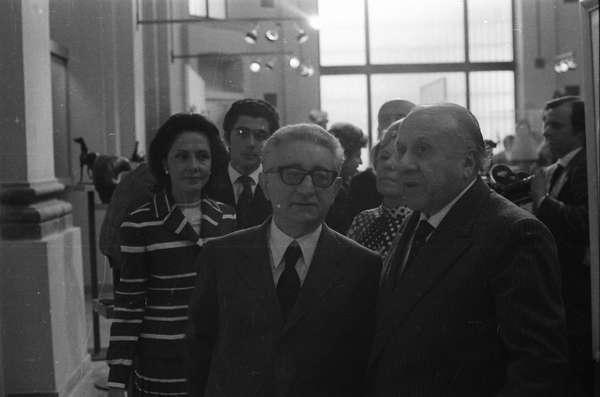
Il Presidente della Repubblica Giovanni Leone e la consorte Vittoria accolti dall'artista in occasione di una visita al museo (12 luglio 1973)

La raccolta Manzù fu ideata inizialmente nel 1965 dalla moglie Inge Schabel, affiancata in tale realizzazione dal Comitato Amici di Manzù (costituito da Cesare Brandi, Ennio Parrelli, Franca Feroli, Alexandre Rosenberg).
Manzù approdò ad Ardea come se vi fosse sempre predestinato. (...) Molto spesso ripeteva: "Come scultore ho scelto il posto giusto". E proprio perché si sentiva a casa sua ha lasciato per testamento di essere sepolto ad Ardea, nel giardino del suo museo, vicino a quella gente semplice e vera che lo ha accolto con discrezione e affetto e che sente privilegio di custodirne le spoglie insieme alla sua grande Arte cui tutto il mondo guarda
(Inge Manzù)
Il cantiere architettonico ebbe inizio nel marzo 1967, mentre la raccolta venne inaugurata ufficialmente il 22 maggio 1969. Il museo ospita opere donate dall'artista allo Stato italiano nel 1979 con destinazione specifica alla Galleria nazionale d'arte moderna e contemporanea di Roma, che lo aprì ufficialmente al pubblico l'11 aprile 1981 alla presenza del Presidente della Repubblica Sandro Pertini.

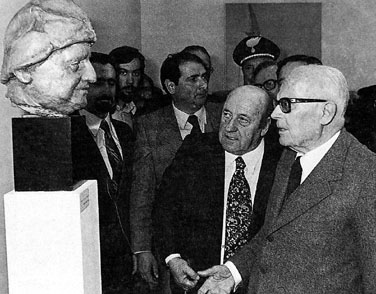
L'artista e il Presidente della Repubblica Sandro Pertini all'inaugurazione ufficiale del museo (11 aprile 1981)

La raccolta Manzù, progettata dall'architetto T. Porn, è stato il primo museo in Italia dedicato ad un artista ancora vivente. 
Dopo la morte dell'artista nel 1989, la famiglia, tenendo conto della volontà da lui espressa di voler restare ad Ardea, chiese il permesso allo Stato di seppellirlo nel parco-giardino del museo. Il Presidente della Repubblica Francesco Cossiga concesse la necessaria autorizzazione e l'artista fu sepolto il 22 maggio 1992.
Il 29 gennaio 2021, per volontà dei figli Giulia e Mileto e dopo una accesa protesta dei cittadini di Ardea, la salma è stata rimossa dal sepolcro, fatta cremare e riunita alla sepoltura della moglie Inge nell'abitazione sita a Colle Manzù, nel territorio del confinante comune di Aprilia.

## Collezioni

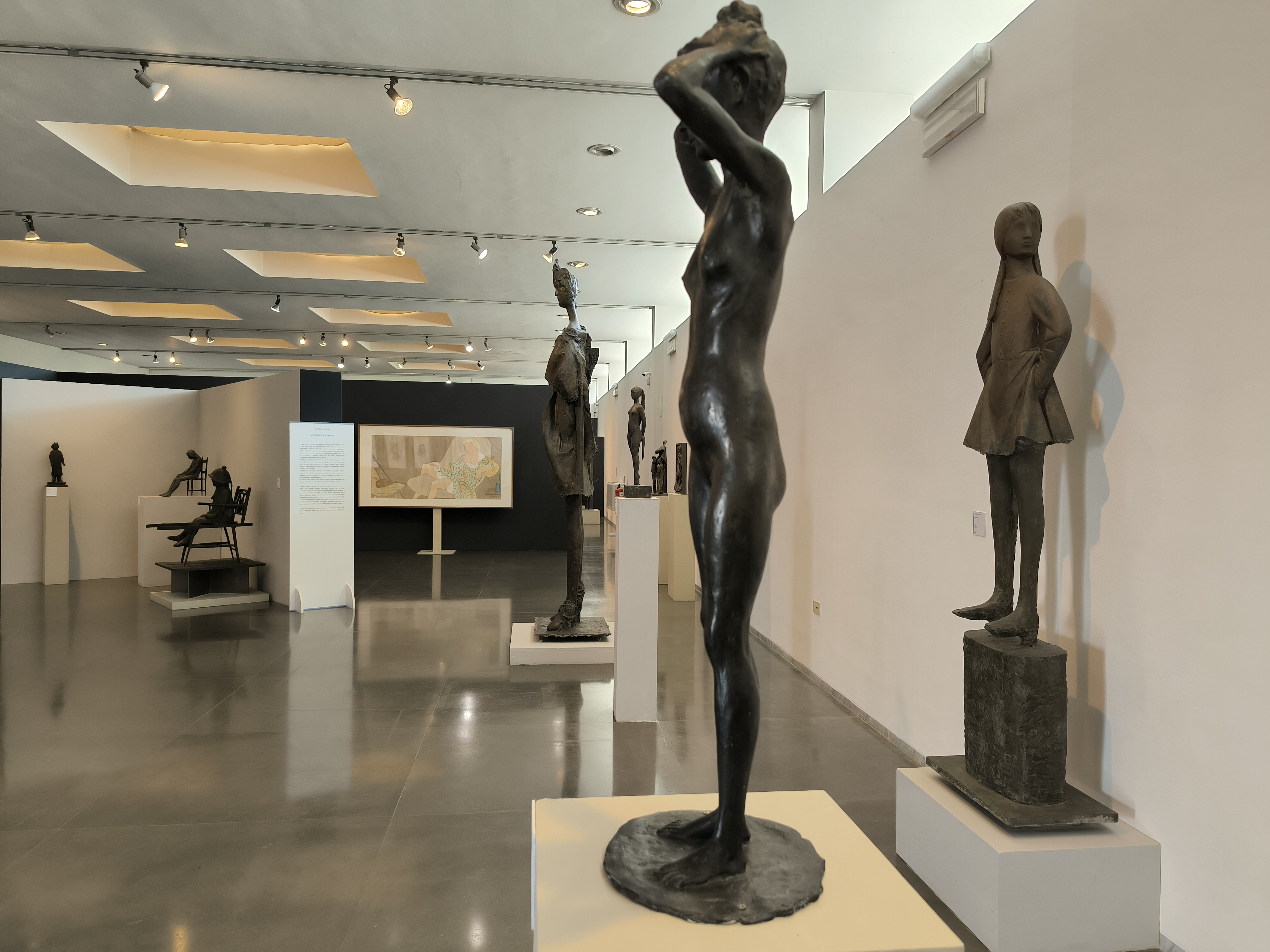
Interno del museo

Il Museo Manzù raccoglie 461 opere che l'artista donò nel 1979 allo Stato italiano.  La raccolta include una novantina di sculture - 72 bronzi, due grandi opere in ebano, una scultura in alabastro ed un bassorilievo in stucco, timbri, coni, medaglie, 55 gioielli oltre ad una collezione di 334 opere grafiche, tra disegni, incisioni e bozzetti teatrali.
Fra i temi più interessanti si segnalano quelli legati alla danza, come Passo di danza, e gli insiemi di schizzi, disegni e sculture legate al tema femminile, quali Ballerina, Pattinatrice, Striptease. Bellissimo il grande gruppo degli Amanti in bronzo che rappresenta l'opera principale del “ciclo” degli Amanti, iniziato nel 1965. Il Museo di Manzù ne conserva sette esemplari tutti in bronzo, in cui il nudo femminile viene esaltato e celebrato.
La collezione annovera anche i bassorilievi preparatori per le porte in bronzo del Duomo di Salisburgo e della chiesa di San Lorenzo a Rotterdam.
Il giardino che circonda l’edificio ospita alcune sculture come “Nastro”, dall’andamento curvilineo e sinuoso, che nonostante il materiale pesante, appare leggero suggerendo un movimento circolare.